# Mount Lozen
Mount Lozen ist ein 2460 m hoher Berg im ostantarktischen Viktorialand. In den Admiralitätsbergen ragt er an der Nordwestflanke des Kopfendes des Tocci-Gletschers auf.
Der United States Geological Survey kartierte ihn anhand eigener Vermessungen und Luftaufnahmen der United States Navy aus den Jahren von 1960 bis 1964. Das Advisory Committee on Antarctic Names benannte ihn 1970 nach Michael R. Lozen (* 1945), Funker auf der McMurdo-Station im Jahr 1967.